# Mississippina
Mississippina es un género de foraminífero bentónico de la subfamilia Mississippininae, de la familia Mississippinidae, de la superfamilia Discorboidea, del suborden Rotaliina y del orden Rotaliida. Su especie tipo es Mississippina monsouri. Su rango cronoestratigráfico abarca desde el Oligoceno hasta la Actualidad.

## Clasificación
Mississippina incluye a las siguientes especies:
- Mississippina albemarlensis †
- Mississippina binkhorsti †
- Mississippina bubnanensis †
- Mississippina chathamensis †
- Mississippina dehmi †
- Mississippina monsouri †
- Mississippina neagui †
- Mississippina omuraensis †
- Mississippina pacifica †
- Mississippina rowdonae †
- Mississippina socorroensis †
- Mississippina symmetrica

Otra especie considerada en Mississippina es:
- Mississippina concentrica, aceptado como Stomatorbina concentrica